# Miłosz Magin
Miłosz Magin (ur. 6 lipca 1929 w Łodzi, zm. 4 marca 1999 w Bora-Bora na Polinezji Francuskiej w czasie tournée koncertowego) – polski pianista i kompozytor; od 1960 mieszkał na stałe we Francji.

## Życiorys
Uczeń Margerity Trombini-Kazuro (fortepian), studiował też kompozycję u Kazimierza Sikorskiego i Jana Maklakiewicza (którego uważał za swego ojca duchowego), a także grę na skrzypcach, wiolonczeli, dyrygenturę oraz balet. W roku 1957 ukończył z najwyższym wyróżnieniem studia w Warszawskiej Akademii Muzycznej im. F. Chopina.
Otrzymał wyróżnienie na V Konkursie Chopinowskim w Warszawie 1955, VI nagrodę na Konkursie Marguerite Long – Jacques Thibaud w Paryżu 1957 oraz Konkursie Vianna da Motta w Lizbonie.
Jego twórczość kompozytorska obejmuje utwory na fortepian, 2 symfonie, balet, wokalizy, utwory orkiestrowe, zeszyty dla młodych pianistów, koncerty (4 fortepianowe, 2 skrzypcowe, wiolonczelowy, klarnetowy), cztery sonaty. W 1985 roku wraz z żoną Idalią Magin, również pianistką, ufundował Międzynarodowy Konkurs Pianistyki im. Miłosza Magina w Paryżu.
Pochowany na cmentarzu Père-Lachaise w Paryżu.